# Timothy Weah
Timothy Tarpeh Weah (* 22. Februar 2000 in New York City, New York) ist ein US-amerikanischer Fußballspieler.
Er ist sowohl im Sturm als auch im Mittelfeld sowie auf den Flügeln einsetzbar. Momentan steht er als Leihspieler von Juventus Turin bei Olympique Marseille unter Vertrag.
Timothy Weah ist der Sohn des ehemaligen liberianischen Fußballnationalspielers und Präsidenten Liberias George Weah.

## Vereinskarriere

### Karrierebeginn in den USA und Frankreich
Timothy Weah wurde am 22. Februar 2000 als drittes Kind des erfolgreichen liberianischen Fußballspielers George Weah und dessen jamaikanischer Ehefrau Clar in New York City im US-Bundesstaat New York geboren. Der Vater stand zu diesem Zeitpunkt beim AC Mailand unter Vertrag und war erst in der Winterpause auf Leihbasis zum FC Chelsea gewechselt. Mit seiner Mutter und den älteren Geschwistern wuchs er abwechselnd im New Yorker Stadtbezirk Brooklyn, in Valley Stream im Bundesstaat New York und in Pembroke Pines in Florida auf und wurde in der englischen und französischen Sprache erzogen. Seine Mutter brachte ihm den Fußballsport näher, wobei der Nachwuchsausbildungsverein West Pines United in Pembroke Pines einer seiner ersten Vereine war. Nach der Rückkehr nach New York trat er für den Rosedale Soccer Club, der seinem Onkel gehörte, in Queens in Erscheinung. Zwischen 2010 und 2013 absolvierte er drei Spielzeiten für den Nachwuchs von Blau-Weiss Gottschee. In dieser Zeit wurde er im Jahre 2012 ins U.S.-Club-Soccer’s-id2-Programm aufgenommen und wurde zum damaligen Zeitpunkt auch von den Verantwortlichen des US-amerikanischen Fußballverbandes entdeckt und an dessen Nachwuchsnationalmannschaften herangebracht.
Von Blau-Weiss Gottschee, die ein Mitglied im System der U.S. Soccer Development Academy sind, wechselte Weah daraufhin im Jahre 2013 an die Akademie des Major-League-Soccer-Franchises New York Red Bulls. Im selben Jahr hatte er noch ein Probetraining im Nachwuchsbereich des FC Chelsea. Bereits im August des folgenden Jahres erfolgte der Wechsel an die Akademie des französischen Erstligisten Paris Saint-Germain. Dort traf der 14-Jährige unter anderem auf seinen älteren Bruder George Weah junior, der zu diesem Zeitpunkt bereits Teil der B-Mannschaft mit Spielbetrieb in der viertklassigen CFA war. Anfangs ein Mitglied der U-17-Mannschaft, erfolgte nach knapp zwei Jahren der Sprung in den U-19-Kader an der Akademie. Mit diesem bestritt er die Youth League 2016/17 und wurde von Trainer François Rodrigues in drei der sechs Gruppenspiele sowie bei der Niederlage im Elfmeterschießen gegen die U-19-Mannschaft des FC Salzburg im Achtelfinale eingesetzt. Bei seinem zweiten Einsatz, einem 8:1-Auswärtssieg über den Nachwuchs von Ludogorez Rasgrad, bei dem erstmals über die vollen 90 Minuten im Einsatz war, steuerte Weah drei Tore bei.

### Aufstieg in den Profikader von PSG
In der folgenden Spielzeit 2017/18 gehörte Weah weiterhin zum U-19-Kader der Pariser, der in der Youth League 2017/18 bis ins Achtelfinale einzog und dort gegen den Nachwuchs des FC Barcelona mit 0:1 unterlag. Noch früh im Herbst stieg Weah in die B-Mannschaft mit Spielbetrieb in den viertklassigen französischen CFA auf und debütierte am 9. September 2017 unter Trainer Rodrigues bei einer 2:3-Auswärtsniederlage gegen Jura Sud Foot, als er in der 61. Spielminute für Fares Hassani auf den Platz kam. Im gesamten Saisonverlauf brachte er es zu zwölf Ligaeinsätzen für die Amateurmannschaft, die es im Endklassement auf den achten Platz der Gruppe B und damit auf einen Rang im Tabellenmittelfeld brachte. Bei den zwei aufeinanderfolgenden Ligapartien im Februar 2018 kam er jeweils einmal zum Torerfolg. Am 3. März 2018 wurde Weah von Unai Emery, dem Trainer der Profimannschaft, erstmals für ein Ligaspiel der Profimannschaft ins Team geholt, da die Stammspieler im Angriff nach einem Champions-League-Spiel geschont wurden. 8312 Tage nach dem letzten Spiel seines Vaters bei Paris Saint-Germain gab Timothy Weah in dieser Begegnung mit dem ES Troyes AC sein Profidebüt, als er in der 78. Spielminute für den argentinischen Internationalen Giovani Lo Celso aufs Spielfeld geschickt wurde. Bei den Franzosen, bei denen er im Juli 2017 einen Vertrag bis 30. Juni 2020 unterzeichnet hatte, saß er daraufhin bis zum Saisonende regelmäßig auf der Ersatzbank des Profiteams. Bereits im folgenden Spiel gegen den letztplatzierten FC Metz absolvierte der Linksaußen ab der 70. Minute weitere Einsatzzeit. Nachdem er in weiterer Folge in fünf Ligapartien uneingesetzt auf der Ersatzbank saß, kam er am 19. Mai 2018 beim 0:0-Remis gegen den Klub SM Caen für den bereits seit einigen Runden feststehenden Meister der Ligue 1 2017/18 erstmals über die volle Spieldauer zum Einsatz. Neben dem französischen Meistertitel gewann er in diesem Jahr mit PSG auch den Pokal sowie den Ligapokal.

### Über Glasgow nach Lille
Anfang Januar 2019 wurde Weah von Paris Saint Germain bis zum Ende der Saison 2018/19 in die Scottish Premiership zu Celtic Glasgow ausgeliehen. Er kam auf 13 Erstligaeinsätze, in denen er 3 Tore erzielte. Mit Celtic gewann er zudem auch die schottische Meisterschaft und den schottischen FA-Pokal. 
Zur Saison 2019/20 kehrte Weah nach Frankreich zu Paris SG zurück und wechselte daraufhin mit einer Ablöse von umgerechnet 10 Millionen Euro zum Ligarivalen OSC Lille. Zu diesem Zeitpunkt betrug sein Marktwert umgerechnet 6 Millionen Euro. Er erhielt einen Vertrag mit einer Laufzeit bis zum 30. Juni 2024.

### Wechsel zu Juventus Turin
Im Sommer 2023 wechselte er von Lille mit einem Marktwert von 14 Millionen Euro und einer Ablöse von 11,35 Millionen Euro nach Italien zu Juventus Turin. Sein Vertrag beläuft sich bis zum 30. Juni 2028.
Zur Saison 2025/26 lieh Olympique Marseille Weah gegen eine Leihgebühr von einer Million Euro. Die Leihe enthält eine Kaufpflicht, die beim Erreichen bestimmten sportlicher Parameter aktiv wird.

## Nationalmannschaftskarriere

### Weg durch die US-amerikanischen Nachwuchsnationalteams
Im Sommer 2012 debütierte der damals zwölfjährige Weah in der U-14-Auswahl der Vereinigten Staaten, in die er von Trainer Hugo Pérez geholt wurde. Dabei war er neben Gio Calixtro und Chris Goslin einer von drei Spielern des 2000er Jahrgangs. Spätestens ab 2015 gehörte er der US-amerikanischen U-15-Nationalmannschaft an, mit der er unter anderem am Tournament delle Nazioni in Italien teilnahm und dort ins Finale einzog. Beim 3:2-Finalsieg über die Alterskollegen aus Österreich erzielte er in der 61. Spielminute nach einer Vorlage von Ayo Akinola die vorläufige 3:0-Führung. Unter John Hackworth, unter dem er noch am Tournament delle Nazioni teilgenommen hatte und der zwischenzeitlich wieder die US-amerikanischen U-17-Junioren übernommen hatte, wurde er noch im Dezember des gleichen Jahres für eine Reihe von Freundschaftsspielen nach Florida eingeladen. Nach diversen Einsätzen bei diesem Freundschaftsturnier nahm er im März 2016 mit der Auswahl am Turnier von Montaigu teil, wo er in den Spielen gegen die U-16-Auswahlen von England, Russland und Frankreich zum Einsatz kam und dabei eine Torvorlage, sowie einen Treffer beisteuerte. Für die US-Amerikaner war dies der erste zweite Turniersieg seit dem ersten Gewinn im Jahre 1992. Bei einer Reihe weiterer freundschaftlicher Länderspiele in Florida gegen Ende des Jahres 2016 fand Weah abermals Berücksichtigung und konnte mit zwei Treffern auf sich aufmerksam machen. Im darauffolgenden April und Mai war er Mitglied des 20-köpfigen US-amerikanischen Spieleraufgebots, das an der CONCACAF U-17-Meisterschaft des Jahres 2017 in Panama teilnahm. Im Turnier schaffte er es mit seiner Mannschaft bis ins Finale und unterlag in diesem erst im Elfmeterschießen den gleichaltrigen Mexikanern; über den gesamten Turnierverlauf hinweg steuerte Weah zwei Tore bei. Durch diese Platzierung beim CONCACAF-Cup schafften die US-Amerikaner den Einzug in die U-17-Weltmeisterschaft 2017 in Indien.
Nachdem ihn Hackworth in den 21-Mann-Kader dieser Endrunde geholt hatte, agierte Weah im weiteren Turnierverlauf als torgefährlicher Angriffsspieler. Nach einem dritten Platz in der Gruppe A und dem damit verbundenen Einzug in die K.o.-Phase gelang dem jungen Offensivakteur beim 5:0-Sieg im Achtelfinale gegen Paraguays U-17 ein Hattrick. Bereits im nachfolgenden Viertelfinale schied die Mannschaft gegen die englische U-17-Auswahl aus. Wie bereits in der Vorbereitung auf die Weltmeisterschaft, kam er auch nach dieser wieder in einigen Freundschaftsspielen zum Einsatz bzw. saß in diesen uneingesetzt auf der Ersatzbank.

### Durchbruch im A-Nationalteam
Weah, der aufgrund seiner Abstammung sowohl für Liberia, Frankreich, Jamaika und die Vereinigten Staaten spielberechtigt wäre, entschied sich in diversen Interviews klar für ein Auftreten in der A-Nationalmannschaft seines Geburtslandes, in dem er auch den Großteil seiner Kindheit und Jugend verbrachte. Am 27. März 2018 gab Weah sein Debüt in der A-Nationalmannschaft seines Heimatlandes, als er beim 1:0-Sieg im Freundschaftsspiel gegen Paraguay in der 86. Spielminute für Marky Delgado, einen weiteren Debütanten, auf den Rasen kam. Damit war er auch der erste in bzw. nach 2000 geborene Spieler in der US-amerikanischen A-Nationalmannschaft. Bei einem weiteren Länderspieleinsatz am 28. Mai 2018 gegen Bolivien startete Weah unter Nationaltrainer Dave Sarachan bereits von Beginn an und erzielte beim 3:0-Sieg seinen ersten Treffer im A-Team. Damit war er zu diesem Zeitpunkt der viertjüngste Torschütze in der Geschichte der US-amerikanischen Nationalmannschaft und übertraf im selben Spiel seinen um zwei Tage älteren Teamkollegen Josh Sargent, der kurz davor ebenfalls zum Torerfolg kam.

## Erfolge
- Schottischer Meister: 2018/19
- Schottischer Pokalsieger: 2018/19
- Französischer Meister: 2020/21
- Italienischer Pokalsieger: 2023/24